# 사이에 두고
사이에 두고(In Between)는 한국에서 제작된 박동훈 감독의 2002년 드라마 영화이다. 명로진 등이 주연으로 출연하였고 박동훈 등이 제작에 참여하였다.

## 출연

### 주연
- 명로진
- 정유미
- 추귀정

## 제작진
- 조명: 김지훈
- 음향: 김수덕
- 미술: 백경인
- 미술: 박생진